# Myioparus griseigularis
El papamoscas gorgigrís (Myioparus griseigularis) es una especie de ave paseriforme de la familia Muscicapidae propia de África occidental y central. Su hábitat natural son los bosques húmedos tropicales.